# Тайвански търговски център, София
Представителството Тайвански търговски център, София е открито през 2005 г.
То е 40-ият международен клон на Тайванския съвет за развитие на външната търговия (Taiwan External Trade Development Council, TAITRA). Съветът е най-известната нестопанска тайванска организация за насърчаване на търговията, която се финансира, както от правителството, така и от индустриални и търговски организации. Негови родствени организации са Тайванският търговски център и Световният търговски център в Тайпе, Република Китай (Тайван).
TAITRA, заедно със своята добре развита мрежа от над 50 представителства в цял свят, активно работи по организирането и изпращането на делегации от бизнесмени и инвеститори, провежда специализирани семинари и изложения, а също така урежда конкретни търговски срещи между чуждестранни клиенти и тайвански предприемачи с цел установяване на стабилно взаимноизгодно сътрудничество.
ТТЦ София има следните функции:
- анализ на възможности за инвестиция в България, както и в Македония, Сърбия и Черна гора;
- предоставяне на информация за пазара, индустрията, продуктите и възможностите за инвестиция в Тайван;
- подпомагане на преки тайвански инвестиции в България посредством извършване на пазарни проучвания;
- организиране на изложения, срещи, семинари, както и изпращане на търговски делегации за Тайван.